# Matthiaskirche (Erfurt)
Die Matthiaskirche war eine Pfarrkirche in der Altstadt von Erfurt. Sie befand sich auf der nördlichen Ecke der Johannesstraße mit der Futterstraße.

## Geschichte
Die Matthiaskirche wurde 1181 erstmals urkundlich als Pfarrkirche des umliegenden Viertels erwähnt.
Um 1600 stürzte die kleine Kirche ein, anschließend wurde sie bis 1609 wiederaufgebaut. 1618 wurde die Gemeinde der Matthiaskirche evangelisch. Im Siebenjährigen Krieg diente die Kirche als Waffenlager und in der Zeit der napoleonischen Besatzung (1806–1811) als Pferdestall. 1811 versteigerten die Franzosen die Kirche, die 1818 abgerissen wurde.